# دينيس كونستانتين
دينيس كونستانتين (بالإنجليزية: Denis Constantin)‏ هو لاعب كرة الريشة أسترالي وموريشيوسي، ولد في 29 يوليو 1980 في كوريبيب في موريشيوس.

## وصلات خارجية
- دينيس كونستانتين على موقع BWF.tournamentsoftware.com (الإنجليزية)
- دينيس كونستانتين على موقع BWFbadminton.com (الإنجليزية)
- دينيس كونستانتين على موقع اللجنة الأولمبية الدولية (الإنجليزية)
- دينيس كونستانتين على موقع أوليمبيديا (الإنجليزية)
- دينيس كونستانتين على موقع اتحاد ألعاب الكومنولث (مؤرشف) (الإنجليزية)